# Feldstonia
Feldstonia is een geslacht uit de composietenfamilie (Asteraceae). Het geslacht telt een soort die endemisch is in West-Australië.

## Soorten
- Feldstonia nitens P.S.Short